# Emanuel Raul
Emanuel Raul (geboren als Emanuel Friedman; * 13. Mai 1843 in Brünn; † 19. April 1916 in Kattowitz) war ein  österreichischer Schauspieler und Theaterdirektor.

## Leben
Obwohl er sich für das Theater begeisterte, musste Raul auf Wunsch seines Vaters hin zunächst den Beruf des Webers lernen. 1861 ging er dann aber doch zum Theater. Auf Engagements in kleinsten Theatern folgten Anstellungen in Prag und Budweis, bevor er 1862 in Linz und 1863 in Klagenfurt spielte. 1865 verpflichtete ihn das Theater in der Josefstadt in Wien, danach war Raul an den Theatern in Steyr, Klagenfurt, Bukarest, Odessa, Reichenberg und Laibach, bevor er 1871 an das Theater an der Wien kam, dem er bis 1875 angehörte. Ende März 1871 stürzte Raul von einem Straßenbahnwagen ab und zog sich Wunden am Hinterkopf sowie eine „Nervenerschütterung“ zu. Ab 1875 leitete er dann die Theater in Ödenburg und anschließend in Olmütz. Hier hatte in der Saison 1882/83 Gustav Mahler unter der Leitung von Raul seine erste Stelle als Opernkapellmeister inne. Nach dem Theater in Olmütz leitete Raul das Theater in Reichenberg, das Lobe-Theater in Breslau sowie die Stadttheater in Pressburg, Temeswar und Karlsbad (ab 1880), wo er mit Unterbrechungen 20 Jahre blieb. Später übernahm er die Leitung der Theater in Teplice und zuletzt in Kattowitz. 1907 wurde unter seiner Leitung das Kattwowitzer Stadttheater eröffnet.
Raul war verheiratet mit Käthe, geb. Hoppe, die 1911 starb. Seine Tochter, Rosa Lischka-Raul, leitete in Kattowitz das Neue Theater.